# پریلوتسکایا
پریلوتسکایا (به لاتین: Prilutskaya) یک منطقهٔ مسکونی در روسیه است که در استان آرخانگلسک واقع شده‌است.